# Стоишешти (Васлуј)
Стоишешти (рум. Stoișești) насеље је у Румунији у округу Васлуј у општини Банка. Oпштина се налази на надморској висини од 179 m.

## Становништво
Према подацима из 2002. године у насељу је живело 730 становника, од којих су сви румунске националности.